# Иолиомика
Иолиомика – исследовательское направление, посвящённое изучению ионов в жидкостях или жидких фазах, где основное внимание уделено фундаментальным особенностям ионных взаимодействий.  Данное научное направление было впервые сформулировано в публикации российских учёных, посвящённой ионным жидкостям.  Название представляет собой комбинацию слов IOns (ионы), LIquids (жидкости) и -OMICS (омика). Иолиомика занимается широкой областью исследований структуры, свойств и приложений ионов, входящих в различные биологические и химические системы. Концепция иолиомики схожа с другими комплексными научными дисциплинами, такими как геномика, протеомика, гликомика и петролеомика, в названии которых присутствует «омика», что свидетельствует об обширности и многогранности данных.

## Фундаментальная природа
Природа химических взаимодействий и их описание – одна из фундаментальных проблем химии. Концепции ковалентной и ионной связи, появившиеся в начале XX века, подчеркивают основополагающие различия между электронными структурами этих взаимодействий. Данные структурные различия, в свою очередь, приводят к значительным различиям в поведении ковалентных и ионных соединений как в растворе, так и в твёрдой фазе. В твёрдой фазе ионные соединения, например, соли, обычно формируют кристаллические решётки; в полярных растворителях они диссоциируют на ионы, окружённые сольватными оболочками, образуя растворы с высокой ионной проводимостью.  В отличие от ковалентных связей, ионные взаимодействия проявляют высокую динамичность, что позволяет «настраивать» ионные соединения с целью получения желаемых свойств.

## Значимость
Ионные соединения активно взаимодействуют с растворителем, и эти взаимодействия могут оказывать значительное влияние на химические и биохимические процессы с участием ионов. Даже в случае простейших ионов и растворителей присутствие первых может приводить к значительным структурным перестройкам последних.  Ионные реакции вовлечены во множество процессов, затрагивающих как целые галактики, так и отдельные живые клетки. Например, в клетках ионы металлов связываются с металлопротеинами и другими белками и регулируют их активность; ионы участвуют в контроле нейронной активности в циклах сна - бодрствования; аномальная активность ионных каналов приводит к различным заболеваниям, таким как болезни Паркинсона и Альцгеймера. Поэтому, несмотря на трудности, связанные с изучение свойств и активностей ионов в различных химических и биологических системах, данное исследовательское направление является одним из наиболее востребованных.

## Ионные среды
Особый интерес представляют ионные среды (ионные жидкости, расплавленные соли, жидкие электролиты и т.п.) — «жидкие ионы», свойства которых легко поддаются «настройке» для различных приложений. Отличительной особенностью подобных систем является самоорганизация растворителя и растворенного вещества; поэтому они часто применяются в химии, биохимии и фармацевтических исследованиях.  Одна из важнейших характеристик ионных сред — возможность осуществлять «тонкую настройку» их свойств; например, можно создать ионную жидкость, обладающую практически любым набором физико-химических или биохимических свойств.
Исследования ионных жидкостей — активно развивающаяся область; к настоящему моменту накоплена обширная информация по их свойствам и активностям.  Данная концепция находит применение в катализе, электрохимии, аналитике, производстве топлива, переработке биомассы, биотехнологии, биохимии и фармацевтике.